# William Ard
Pour les articles homonymes, voir Ard (homonymie).
William Ard, né le 8 juillet 1922 à Brooklyn et mort le 12 mars 1960, est un écrivain américain de roman policier. Il est également connu sous plusieurs pseudonymes, dont Ben Kerr et Jonas Ward.

## Biographie
Après des études au Dartmouth College, William Ard s’engage dans les Marines, mais est réformé avant la fin de la Seconde Guerre mondiale.
Il décide de se consacrer à l’écriture à la fin de 1950, son premier roman The Perfect Frame paraissant en 1951. Il y crée le personnage de détective privé new-yorkais Timothy Dane. Il est le héros de neuf romans.
En 1953, il s’installe Clearwater en Floride où il écrit la plupart de ses 30 romans.
En 1959, il crée deux nouveaux personnages, Danny Fontaine, rebaptisé Michael Fontaine dans la traduction française de As Bad as I Am, et Lou Largo, également un privé new-yorkais, dans All I Can Get, présents chacun dans deux romans. Les quatre autres aventures de Lou Largo ont été écrites par les nègres Lawrence Block et John Jakes.
Sous le pseudonyme de Jonas Ward, il a écrit le début de la série western « Buchanan ». Son dernier roman est achevé par Robert Silverberg. La série est poursuivie par Brian Garfield et William R. Cox.

### Œuvre
- The Perfect Frame, 1951
- .38, 1952
- The Diary, 1952
- You’ll Get Yours, 1952, signé Thomas Mills
- Shakedown, 1952, signé Ben Kerr
- A Private Party, 1953
- A Girl For Danny, 1953
- Double cross, 1953, signé Mike Moran
- Don’t Come Crying To Me, 1954
- No Angels For Me, 1954
- Mr Trouble, 1954
- Hell is A City, 1955
- Down I Go, 1955, signé Ben Kerr
- Mine To Avenge, 1955, signé Thomas Mills
- Cry Scandal, 1956
- I Fear You Not, 1956, signé Ben Kerr
- Damned If He Does, 1956, signé Ben Kerr
- Root of His Evil, 1957
- Club 17, 1957, signé Ben Kerr
- The Blonde and Johnny Malloy, 1958, signé Ben Kerr
- As Bad as I Am, 1959
- All I Can Get, 1959
- The Sins of Billy Serene, 1960
- Like Ice She Was, 1960